# キム・ファーバー
キム・ファーバー（Kim Farber、1946年12月7日 - ）は、アメリカ合衆国・シカゴ出身のモデル。彼女は米PLAYBOY誌・1967年2月号のプレイメイトである。彼女の中央見開き折込ページ（センターフォールド）は、スタン・マリノフスキー (Stan Malinowski) によって撮影された。
キムは、かつてノートン社製のオートバイを所有しており、これを駆って、よくロングツーリングに出掛けた。彼女はシカゴのプレイボーイクラブの「シアター・バニー」として働いている時に見出された。